# Asiento

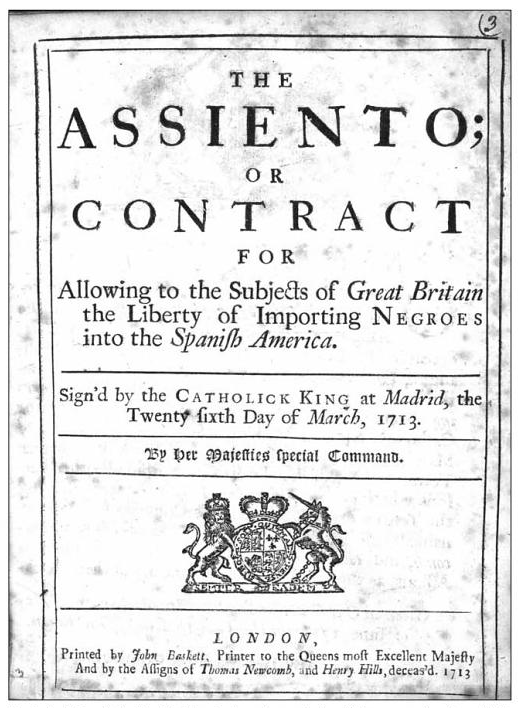
Capa do tratado entre britânicos e espanhóis

A palavra espanhola asiento é usada em textos de História para designar um tratado comercial ou contrato através do qual um país ou grupo de comerciantes recebia da coroa espanhola uma rota comercial ou o monopólio de comércio de um produto. 
Eram particularmente muito lucrativos os asientos para o tráfico de escravos, motivo pelo qual estes são os mais conhecidos, nomeadamente o direito de asiento concedido pela Espanha aos negreiros portugueses para comércio de escravos para a América durante o domínio filipino (principalmente entre 1595 e 1640), ou, antes disso, os asientos de Manuel Caldeira (1513-1593),  ou ainda o direito de asiento concedido por 30 anos para a Inglaterra no fim da Guerra da Sucessão Espanhola.

## Ligação externa
- FLiP - Asiento